# Osina Mała (województwo łódzkie)
Osina Mała – wieś w Polsce położona w województwie łódzkim, w powiecie pajęczańskim, w gminie Kiełczygłów.
W latach 1975–1998 miejscowość administracyjnie należała do województwa sieradzkiego.

## Zabytki
Według rejestru zabytków Narodowego Instytutu Dziedzictwa na listę zabytków wpisany jest obiekt:
- kapliczka przydrożna, przy przejeździe kolejowo-drogowym, XVII/XVIII, nr rej.: A/43 z 2.10.2007